# マミーズ
マミーズ株式会社は、福岡県柳川市に本社を置くスーパーマーケットチェーンである。九州の福岡・佐賀・熊本・長崎の4県で食品スーパー『マミーズ』やディスカウントストア『ラ・ムー』を複数店舗展開している。岡山県に本社を置く大黒天物産の100%子会社である。

## 概要
福岡県内の生鮮市場で水産物卸売市場を運営し卸売業を営む「福岡県魚市場株式会社グループ」が、2002年12月に民事再生法適用を申請したオレンジチェーン本部からスーパーマーケット事業について会社分割譲渡を受けて2003年8月に食品スーパーマーケット事業の株式会社マミーズ（旧社）を設立した。代表取締役会長 近藤吉宏。代表取締役社長 岡野守。
オレンジチェーンから譲受の店舗網は、おもに福岡県筑後地方に地盤を有していたが、2004年から2011年にかけて三池商事、千歳屋、日の出屋、福岡大洋フードセンターを吸収合併し、三井松島産業（パインバリュー）やトーホーストアなどの店舗を譲受するなど、積極的に店舗数を増やした結果、福岡市周辺や佐賀県南東部、熊本県北西部、長崎県などにも店舗網を広げ、ピーク時の2012年3月期には197.2億円の年間売り上げとなり、最大40店舗を展開していた。しかし同業他社との競争もあり、採算面では苦戦し設立後の黒字は1期のみで厳しい経営状況が続いた結果、不採算店舗を切り最終的には半分近くの店を閉めた。
以後毎年赤字決算となり、2018年3月期の年間売り上げ実績もダウンし中小企業再生支援協議会の支援を受けるなど再建策を模索するなかで、2018年10月、岡山県倉敷市に本社を持ち『ラ・ムー』などのブランドで食品ディスカウントスーパーを展開する大黒天物産（株）がスポンサーとなることが決まる。
2018年12月1日付で30店舗中22店舗を、大黒天物産へ譲渡。譲渡される店舗は、大黒天物産が2018年11月に設立した子会社・新会社である「マミーズ株式会社」（以下新社）にて運営を行い、旧社の従業員は希望者全員が新社に再雇用された。残りの8店舗は11月30日18時をもって閉店した。
株式会社マミーズ（旧社）は事業譲渡の同日である2018年12月1日に筑後商事株式会社へ商号変更し、2020年1月31日に解散を決議。同年6月22日に福岡地方裁判所柳川支部から特別清算開始決定を受けた。筑後商事は同年11月6日に法人格が消滅した。
大黒天物産の子会社としての「マミーズ株式会社」（新社）での事業譲渡後は、各店舗のリニューアルや改築が行われたほか、大黒天ブランドの『ラ・ムー』などの新店舗も増えて2025年5月22日現在25店舗で運営されている。

## 沿革
公式ページ 会社沿革より。 
- 2002年12月 - スーパーマーケット事業のオレンジチェーン本部株式会社が民事再生法の適用を申請。
- 2003年8月1日 - オレンジチェーン本部より10店舗[3]の営業引継ぎ(創業日)。店舗数：10（黒木店・平松店・中島店・唐船店・夜須店・諸富店・西牟田店・久留米インター店・羽山台店・柳川店）
  - 同年8月4日 - 株式会社マミーズ設立登記。資本金1億円(設立日)。
- 2004年9月1日 - 三井鉱山(株)より子会社の三池商事(株)の全株式を取得。
- 2005年1月18日 - 三池商事(株)を吸収合併。店舗数：15（小浜店・原万田店・緑丘店・勝立店・天領病院店）
  - 同年4月1日 - 本社を現在地に移転。（福岡県柳川市筑紫町334-16）
  - 同年5月27日 - 増資を行い資本金2億4580万円。
  - 同年10月20日 - 西鉄ストア跡地に大川店を開店。店舗数：14
- 2006年3月31日 - 三井松島産業(株)より2店舗の営業を譲受。店舗数：16（太宰府店・志免店）
  - 同年5月23日 - 千歳屋有限会社より全株式を取得。
  - 同年9月1日 - 千歳屋有限会社を吸収合併し、3店舗をリニューアルオープン。店舗数：19（大刀洗店・甘木店・フーパ店）
- 2007年5月30日	- 春日店を新規オープン。店舗数：20
  - 同年6月27日 - 増資、資本金4億9580万円。
  - 同年7月3日 - 株式会社日の出屋より全株式を取得。
  - 同年9月8日 - 那珂川店、新規オープン。店舗数：21
  - 同年11月1日 - 株式会社日の出屋を吸収合併し、本日以降順次10店舗をリニューアルオープン。店舗数：31（高田店11月1日・広川店12月1日・船小屋店12月1日・今山店12月1日・玉名店12月5日・後ノ江店12月12日・瀬高東店12月19日・赤坂店 翌年1月23日・大牟田南店2月6日・沖端店?）
- 2008年11月5日 - 善導寺店、新規オープン。店舗数：32
- 2009年9月30日 - 電子マネー・クレジットカード端末、全店導入。
- 2010年3月17日 - 三沢店、新規オープン。店舗数：31
  - 同年7月29日 - 荒井商事（株）より（株）福岡大洋フードセンターの全株式を取得。
  - 同年10月1日 - 上記のタイヨーフードセンターより引き継いだ7店舗をリニューアルオープン。店舗数：36（美野島店・サニータウン店・香椎花園店・高雄台店・久山店・しんえい店・プライスクラブ）
  - 同年11月1日 - (株)トーホーストアより(株)TS福岡の全株式を取得。
- 2011年2月1日 - 上記のトーホーストアより譲受した5店舗のうち4店舗をリニューアルオープン。店舗数：39（舞鶴店・唐人店・紅葉店・太宰府西店）「トーホーデリーズ天神」は同年2月20日に売却。
  - 同年3月5日 - マミーズプレミアム桜坂、新規オープン。店舗数：40
- 2012年11月6日 - マミーズプレミアム六ッ門、オープン。店舗数：37
- 2013年7月1日 - 三井松島産業関連の大島商事から長崎県の3店舗を譲受。翌日7月2日オープン。店舗数：37（大島店・浜店・南店）
  - 同年 - 代表取締役社長に、石田周一が就任。
- 2014年6月1日 - （有）ゆうゆう より4店舗の営業を譲受。同日オープン。店舗数：39（マミーズゆうゆう三橋店・マミーズゆうゆう荒木店・マミーズゆうゆう筑後店・マミーズゆうゆう佐賀店）
- 2017年2月10日 - 久山店閉店。店舗数：30
  - 同年6月 - 代表取締役社長に、葛西毅が就任。
- 2018年10月 - 2018年3月期の年売実績もダウンし中小企業再生支援協議会の支援を受けるなど再建策を進めるなかで、大黒天物産（株）がスポンサーとなることが決まる[5]。
  - 同年11月7日 - 大黒天物産が事業継承の受け皿となる新規子会社「マミーズ株式会社」を設立。人事は大黒天物産からの2人、大賀昭司が代表取締役、菊池和裕専務が代表取締役社長の体制でスタート[16]。
  - 同年12月1日 - 事業を「マミーズ株式会社」に移転。30店舗のうち22店舗の事業譲渡。
- 2022年3月 - 旧マミーズ時代の社長であった 葛西毅が取締役社長に就任。

## 店舗
〇は旧オレンジチェーン本部(10店舗)・★は旧三池商事(サンショー5店舗2004年9月）・☆は旧千歳屋(3店舗2006年5月)・◆は旧日の出屋(10店舗2007年7月)・▲は旧福岡大洋フードセンター(7店舗2010年7月)から引き継いだ店舗、◇は三井松島産業から譲受(2店舗2006年3月)、□は三井松島産業関連の大島商事から譲受(3店舗2013年7月1日)、▼はトーホーストアから譲受(5店舗2010年11月1日)、●は（有）ゆうゆう から譲受(4店舗2014年6月1日)した店舗。また、※は居抜き出店または他社跡地の店舗。×はマミーズ（新社）に譲渡されず、閉店した店舗。

### 現行の店舗

#### 福岡県
- ラ・ムー久留米東店[17] - 久留米市
- ラ・ムー田主丸店[18] - 久留米市
- ラ・ムー西牟田店[19] - 筑後市
- ラ・ムーみやま店[20] - みやま市
- ラ・ムー羽山台店[21] - 大牟田市
- ラ・ムー大牟田店[22] - 大牟田市
- ▼ザ・大黒天舞鶴店 - 福岡市中央区
- ▲ザ・大黒天 美野島店 - 福岡市博多区
- ▼ザ・大黒天 紅葉店 - 福岡市早良区
- ◆高田店 - みやま市
- ◆今山店 - 大牟田市
- ◆後ノ江店 - 八女市
- ◆船小屋店 - 筑後市
- ◆広川店 - 八女郡広川町
- ※マミーズプレミアム六ツ門 - 久留米市（旧タイホー六ツ門店（建替）→ユニードショッパーズ久留米→ダイエー六ツ門店→ハローデイくるめりあ六ツ門店）
- ☆大刀洗店 - 三井郡大刀洗町・旧スーパーチトセ大刀洗店
- ▼唐人店 - 福岡市中央区
- ▼太宰府西店 - 太宰府市 （トーホー時代は太宰府店）

#### 佐賀県
- ラ・ムー佐賀新栄店[23] - 佐賀市
- ラ・ムー伊万里店[24] - 伊万里市

#### 熊本県
- ラ・ムー荒尾店 - 荒尾市
- ラ・ムー玉名中央店[25] - 玉名市
- ラ・ムー宇城店[26] - 宇城市

#### 長崎県
- □大島店 - 西海市 （旧・新鮮館パイン大島店）
- □南店 - 西海市（旧・新鮮館パイン南店）

### 閉鎖した店舗

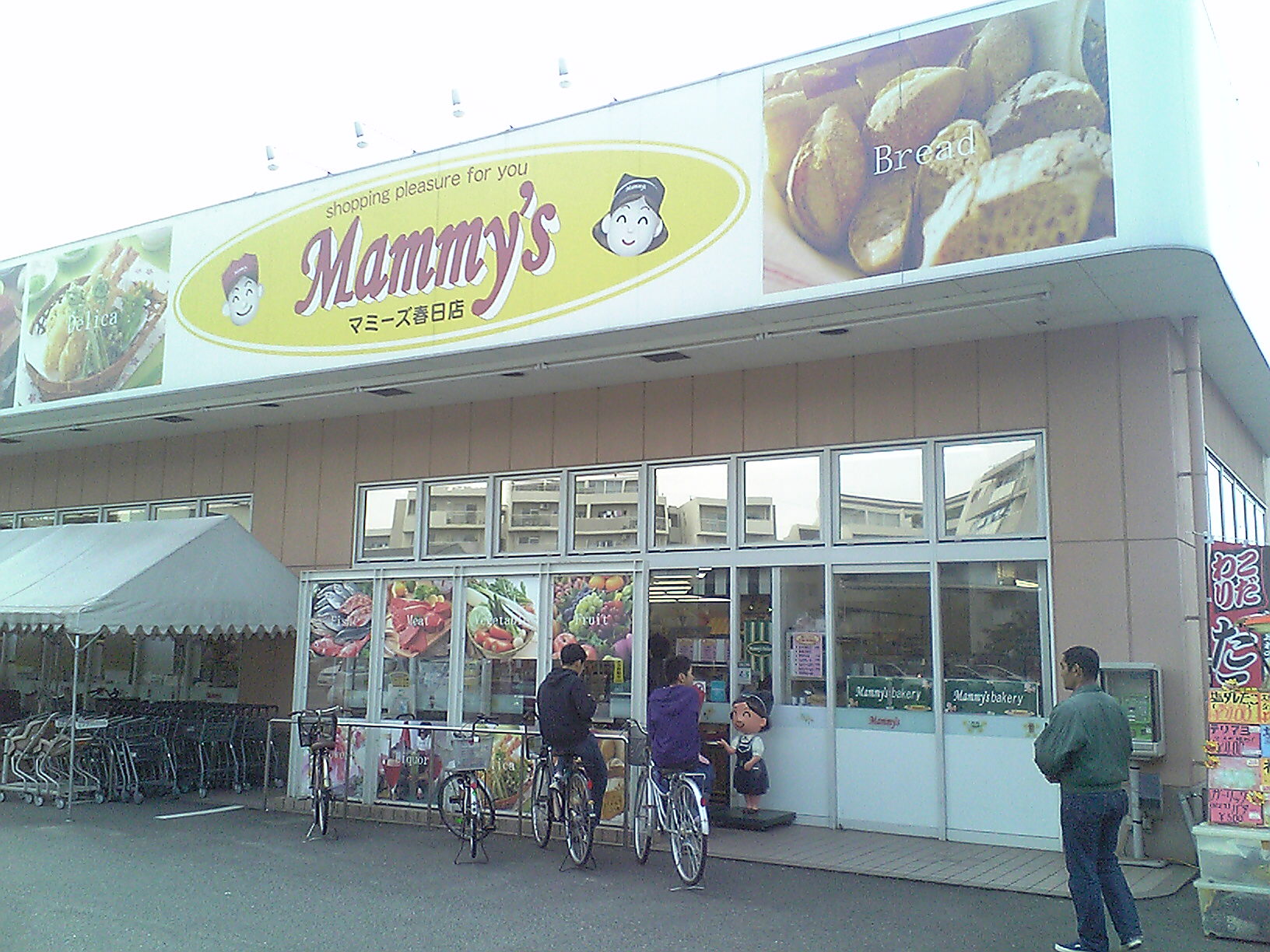
マミーズ春日店
福岡県春日市 - 2013年2月28日閉店

- 〇夜須店 - 朝倉郡筑前町 ･ 2005年2月28日閉店
- ★天領病院売店 - 大牟田市・2005年7月31日閉店
- ◆大牟田南店 - 大牟田市・2009年11月30日閉店
- ☆甘木店 - 朝倉市 ･ 2010年2月28日閉店
- 〇黒木店 - 八女市（旧八女郡黒木町）・2010年3月31日閉店
- 〇平松店 - 佐賀市・2010年5月31日閉店
- ▲香椎花園店 - 福岡市東区・2010年11月30日閉店
- ▼トーホーデリーズ天神 - 福岡市中央区・2011年2月20日閉店
- ★小浜店 - 旧 サンショー小浜店・大牟田市・2012年2月29日閉店
- 三沢店 - 小郡市・2012年3月31日閉店
- ※大川店 - 旧 西鉄ストア大川店・大川市・2012年4月30日閉店
- ☆フーパ店 - 旧フーパ夜須店[27]・朝倉郡筑前町 ･ 2012年5月31日閉店
- ※春日店 - 旧アーガス春日店・春日市・2013年2月28日閉店
- ▲高雄台店 - 太宰府市・2013年3月31日閉店
- ▲しんえい店 - 遠賀郡芦屋町 ･ 2013年6月20日閉店
- ※那珂川店 - 旧くらし館那珂川店・筑紫郡那珂川町 ･ 2013年8月20日閉店
- ▲サニータウン店 - 福岡市東区・2014年1月15日閉店
- 〇唐船店 - 大牟田市・2015年3月31日閉店
- ●マミーズゆうゆう筑後店 - 筑後市・2016年4月10日閉店
- ▲プライスクラブ店 - 福岡市東区 ･ 2016年4月29日閉店
- ●マミーズゆうゆう佐賀店 - 佐賀市・2016年4月30日閉店
- ◇志免店 - 糟屋郡志免町 ･ 2016年5月7日閉店
- ●マミーズゆうゆう三橋店 - 柳川市・2016年5月15日閉店
- ※マミーズプレミアム桜坂 - 旧丸和ラ・パレット桜坂店・福岡市中央区・2016年7月17日閉店
- ●マミーズゆうゆう荒木店 - 久留米市・2016年9月30日閉店
- ▲久山店 - 糟屋郡久山町 ･ 2017年2月10日閉店
- ×〇中島店 - 柳川市・2018年11月30日閉店
- ×◆沖端店 - 柳川市・2018年11月30日閉店
- ×★勝立店 - 旧サンショーファミリー勝立店・大牟田市・2018年11月30日閉店
- ×〇久留米インター店 - オレンジチェーン旧ヴォーデス久留米インター店・久留米市・2018年11月30日閉店
- ×※善導寺店 - 旧くらし館善導寺店・久留米市・2018年11月30日閉店
- ×◇太宰府店 - 太宰府市・2018年11月30日閉店
- ×〇諸富店 - 佐賀市・2018年11月30日閉店
- ×★原万田店 - 旧サンショー原万田店・荒尾市・2018年11月30日閉店
- 〇羽山台店 - 大牟田市 - 2021年10月10日に休業し改装同月29日にマミーズ（新社）運営のまま「ラ・ムー羽山台店」に転換し再オープン[28]。
- ▼舞鶴店 - 福岡市中央区 - 2022年3月13日休業し改装後同月25日にマミーズ（新社）運営のまま「ザ・大黒天 舞鶴店」に転換・再オープン。
- ◆瀬高東店 - みやま市・2023年5月28日閉店 - 近隣の「ラ・ムーみやま店（2024年4月4日開店）」に移転・集約。
- ◆赤坂店 - 筑後市・2023年5月28日閉店
- ★緑丘店 - 旧サンショー緑ヶ丘店・荒尾市・2023年5月28日閉店 - 近隣の「ラ・ムー荒尾店（2023年7月27日開店）」に移転・集約。
- ◆玉名店 - 玉名市・2023年5月28日閉店 - 近隣の「ラ・ムー玉名中央店（2022年7月14日開店）」に集約。
- 〇西牟田店 - 筑後市 - 2023年6月30日に閉店し建替えて翌年2024年7月25日にマミーズ（新社）運営の「ラ・ムー西牟田店」に改築しオープン。
- ▲美野島店 - 福岡市博多区 - 2024年10月27日休業し改装後翌月11月15日にマミーズ（新社）運営のまま「ザ・大黒天 美野島店」に転換・再オープン。
- ▼紅葉店 - 福岡市早良区 - 2024年11月10日休業し改装後同月29日にマミーズ（新社）運営のまま「ザ・大黒天 紅葉店」に転換・再オープン。
- 〇柳川店 - 柳川市・2024年11月30日閉店（旧オレンジチェーン本部旗艦店・柳川店）
- □浜店 - 西海市・2025年4月25日閉店（旧新鮮館パイン浜店）